# محمد عاطف
محمد عاطف المصري  أو صبحي محمد أبو ستة الجوهري المعروف أيضاً باسم أبو حفص المصري (~1944 - 2001) من مواليد المنيا وقد كان القائد العسكري لتنظيم القاعدة، كما كان سفير أسامة بن لادن في جلال أباد. على الرغم من أن دوره في المنظمة لم يكن معروف من قبل وكالات الاستخبارات لسنوات عدة، وقتل في ضربة أمريكية بلا طيار في نوفمبر تشرين الثاني 2001.
خدم عاطف عامين في القوات الجوية المصرية وأصبح مهندساً زراعياً. وكان أيضاً أحد ضباط الشرطة وعضواً في جماعة الجهاد الإسلامي المصرية قبل أن ينتقل إلى أفغانستان لصد الغزو السوفيتي وقد تم إرسال عاطف إلى معسكر تدريب في أفغانستان، حيث التقى أيمن الظواهري، الذي قدمه في وقت لاحق لأسامة بن لادن والذي حضر اجتماعين من 11-20 أغسطس في عام 1988، مع بن لادن والظواهري وممدوح محمود سالم وجمال الفضل و وائل حمزة جليدان ومحمد لؤي بايزيد وثمانية آخرين، لمناقشة تأسيس «القاعدة».
تتهمه أمريكا بأنه المخطط الرئيسي للهجمات الانتحارية التي شنت في الولايات المتحدة في 11 سبتمبر وكذلك تفجير السفارتين الأميركيتين، وتشجيع الهجوم ضد القوات الأميركية في الصومال في أكتوبر 1993، والتي راح ضحيتها 18 جنديا أميركيا. حيث كان عاطف وأسامة بن لادن يقيمان في السودان القريبة من الصومال.